# Blood & Chocolate (film)
Blood & Chocolate (alternativt skriven som Blood and Chocolate) är en amerikansk-tysk-rumänsk-brittisk fantasyfilm/skräckfilm från 2007 i regi av Katja von Garnier, baserad på författaren Annette Curtis Klauses bok med samma namn. Filmen hade biopremiär i USA den 26 januari 2007, följt av Storbritannien den 9 februari, och Tyskland den 11 november samma år. Den största huvudrollen i filmen spelas av Agnes Bruckner.
Filmen släpptes på DVD i Sverige av Nordisk Film den 28 november 2007.

## Handling
Filmens handling kretsar kring den nittonåriga varulven Vivian Gandillon, som bor i Rumäniens huvudstad Bukarest tillsammans med sin chokladbutiksägande moster/faster Astrid, detta efter att hennes föräldrar och syskon blev mördade när hon var nio år gammal. I denna stad träffar hon även den unge författaren Aiden, och inleder snabbt ett romantiskt förhållande med honom. Samtidigt blir hon även tvingad att välja mellan två helt olika världar, det vill säga varulvsvärlden och människovärlden.

## Rollista (i urval)
- Agnes Bruckner – Vivian Gandillon
- Hugh Dancy – Aiden
- Olivier Martinez – Gabriel
- Katja Riemann – Astrid
- Bryan Dick – Rafe
- Chris Geere – Ulf
- Tom Harper – Gregor
- John Kerr – Finn
- Kata Dobó – Beatrice
- Maria Dinulescu – Tjejen i rött